# 加薩走廊饑荒
加薩走廊饑荒是2023年10月以色列—哈瑪斯戰爭爆發後發生於加薩走廊的饑荒，為2023年至今加沙人道主义危机的一部份。以色列軍隊對加薩走廊的空襲摧毀了面粉磨坊、麵包坊等大量糧食基礎建設，並限制攜帶物資的救援車輛進入加薩，造成嚴重物資短缺。加薩走廊現有超過50萬人處於饑餓狀態。數個人權團體指控以色列將饑荒用作戰爭手段，有學者指其為近一世紀以來最嚴重的人為饑荒之一。
2023年12月8日至2024年2月7日，加薩走廊所有居民（約220萬人）均被综合粮食安全等级分类警报分類為第三級（嚴重食物與生存危機）或以上，其中有約50%（117萬人）為第四級（人道緊急狀態），約25%（近50萬人）為第五級（災難），且饑荒嚴重程度正與日俱增。

## 危機開始
2023年10月7日哈瑪斯襲擊以色列後，以色列於10月9日宣布將禁止食物輸入加薩走廊。因加薩走廊的糧食高度仰賴外界援助，此禁令的效果馬上顯現。10月18日世界糧食計劃署發言人表示加薩走廊有發生饑荒的風險，3天後聯合國亦發布聲明指加薩走廊的存糧已幾乎耗盡。世界糧食計劃署的執行幹事辛迪·麦凯恩於10月23日表示「在我們談話的當下有人正因饑荒而死。」11月3日又有聯合國官員指加薩走廊居民現每日僅以兩片麵包為食，非政府組織ActionAid表示加薩有超過50萬人正面臨餓死的威脅。11月11日，世界糧食計劃署官員表示加薩居民每日都需在麵包店排隊數小時以領取配給的麵包。
10月18日，以色列空襲摧毀了努塞拉特難民營的麵包坊，並殺死四名麵包師，加薩學者雷法特·阿拉雷尔表示這是加薩走廊中部、南部僅存的數間麵包坊之一；隔日又有數間麵包坊遭到以軍空襲。11月1日以軍空襲摧毀了加薩市僅存的麵包坊。11月2日聯合國人道事務協調廳（OCHA）表示加薩走廊有近一半的麵包坊已被炸毀；11月8日該組織又表示加薩走廊北部已無任何運作中的麵包坊。11月14日，以色列轟炸加薩僅存的面粉磨坊。截至2023年12月12日，加薩走廊已有22%的可耕地被毀，此外大量倉庫、食品加工廠、運輸卡車、港口與漁船也被以軍空襲炸毀
2025年7月27日，世界衛生組織發表報告，指2025年74例與營養不良相關的死亡中，7月佔63宗，包括24名五歲以下兒童、一名五歲以上兒童和38名成年人；其中大部分人在到達衛生設施時被宣佈死亡，或者不久後死亡，其身體顯示出明顯的嚴重消沉著的跡象。報告又引述數字，指加沙市近五分之一的五歲以下兒童現時嚴重營養不良，成為加沙地帶受影響最嚴重的地區。報告稱，自5月以來，有關情況繼續呈顯著上升趨勢，6月有6500名兒童接受治療，創自2023年10月以來的最高數字。自5月27日以來，超過1060人在試圖獲取食物時喪生，7200人受傷。組織認為此危機完全可以預防，而蓄意阻擋和延遲大規模的糧食、醫療和人道援助已造成多人喪生。 

## 人道救援
2024年1月9日，人權組織Gisha指自2023年10月衝突爆發以來，僅有6000輛卡車載運物資進入加薩走廊，相當於衝突爆發前12天份量的物資。代表以色列軍隊監督物資運輸的軍官Moshe Tetro則表示加薩物資充分，並無饑荒狀況，另有以色列官員表示「別忘了他們是阿拉伯人，天生就會囤糧。」
世界糧食計劃署的執行幹事辛迪·麦凯恩表示以色列限制物資進入加薩是造成饑荒的重要原因，他指「加薩的居民距滿載糧食的卡車近在咫尺，卻處於餓死的危機中。」世界糧食計劃署經濟學家Arif Husain指僅有兩至三成的物資進入加薩，聯合國人道事務協調廳也指控以色列系統性地阻止人道救援物資進入加薩走廊北部。2024年2月1日，聯合國秘書長安東尼歐·古特瑞斯呼籲停止對人道救援物資的限制，並指「加薩的每一個人都在挨餓。」
2024年1月25日，加薩衛生部指以色列攻擊尋求人道救援的民眾，造成20人死亡與150人受傷。2月5日以色列軍隊轟炸一輛載運救援物資駛向加薩走廊北部的卡車。2月6日又有消息指以色列對加薩市內等待救援物資的民眾開火。2月29日發生的麵粉大屠殺中，以色列軍方掃射加薩北部等待領取救助食物的民眾，造成至少118人死亡。
2024年4月1日晚上，在加薩走廊中部城市代爾拜萊赫提供人道糧食援助的世界中央廚房所屬車隊在離開倉庫沒多久後遭到連續3次以色列國防軍的無人機空襲，車隊上的7人全員身亡。

## 戰爭罪行指控
2023年12月18日，人權觀察指控以色列將針對平民的饑荒用作戰爭手段。2024年1月16日，有聯合國官員也指控以色列摧毀加薩的糧食系統，將食物用作戰爭武器。1月23日，英國學者亞歷克斯·德瓦爾指以色列造成的饑荒為戰爭罪行，並指「所有居民都達到這種程度的饑荒是前所未見的，在衣索比亞、蘇丹與葉門都沒有發生這種程度的饑荒。」
2月13日，美國參議員克里斯·范荷倫表示「加薩走廊的兒童正因食物被故意扣留而死，這是戰爭罪行、教科書定義的戰爭罪行，背後的執行者是戰犯。」歐盟外交與安全政策高級代表何塞普·博雷利受訪時表示「以色列使用饑餓為武器，已違反國際法。」

## 國際反應
2025年7月25日， 英國、法國和德國領袖發表聯合聲明，敦促結束加沙的「人道主義災難」，稱不能「扣留必要的人道主義援助」， 「立即解除對援助流動的限制」，並緊急允許聯合國等「採取行動應對饑餓」，指平民最基本的需求（包括獲取糧食）必須盡快得到滿足，並必須遵守國際人道主義法規定的義務。
7月27日，以色列軍方宣佈將從27日上午10時開始至晚上8時在加沙市、代爾拜萊赫等地每日暫停戰鬥10小時，以便為被圍困地區提供更多的糧食援助。約旦和阿拉伯聯合大公國27日進行三次空投，運載了25噸食物和基本必需品。埃及紅新月會表示，27日向加沙派出一支由100多輛援助卡車製成的大篷車，運載1200多噸食品、約840噸麵粉等。聯合國表示，歡迎以色列承諾在人道主義停火，但仍需要大量物資能繼續進入當地。
以色列回應有關加沙出現饑荒的指控，稱人道主義組織拒絕取走掉在邊境圍欄加沙一側的物資，「有數百輛卡車在凱雷姆沙洛姆過境點的加沙一側等待」，認為聯合國經已沒有藉口，應該停止有關謊言。當局又否認以色列完全不允許有關援助進入。7月28日，美國總統特朗普稱當地人民是「真正饑餓」，並宣佈美國及其盟友將在加沙建立無障礙食品中心，並希望其他國家能做出貢獻，有關言論意味與以方所言相悖。

## 參见
- 2023年至今加沙人道主义危机
- 聯合國近東巴勒斯坦難民救濟和工程處